# I Feel for You (альбом)
I Feel for You — пятый сольный студийный альбом американской певицы Чаки Хан, выпущенный 1 октября 1984 года на лейбле Warner Bros. Records. Один из самых успешных альбомов Хан в карьере, получивший музыкальные сертификации в Великобритании и США, а также номинацию на премию «Грэмми».

## Список композиций
| №  | Название               | Автор(ы)                                                | Длительность |
| -- | ---------------------- | ------------------------------------------------------- | ------------ |
| 1. | «This Is My Night»     | Дэвид Фрэнк, Мик Мерфи                                  | 4:38         |
| 2. | «Stronger Than Before» | Берт Бакарак, Брюс Робертс, Кэрол Байер-Сейджер         | 4:21         |
| 3. | «My Love Is Alive»     | Гэри Райт                                               | 4:42         |
| 4. | «Eye to Eye»           | Дон Фриман, Дэн Сембелло, Джон Сембелло, Майкл Сембелло | 4:38         |
| 5. | «La Flamme»            | Рода Робертс, Филипп Сэссе                              | 4:27         |

| №   | Название            | Автор(ы)                             | Длительность |
| --- | ------------------- | ------------------------------------ | ------------ |
| 6.  | «I Feel for You»    | Принс                                | 5:44         |
| 7.  | «Hold Her»          | Джеймс Ньютон Ховард, Дэвид Волински | 5:14         |
| 8.  | «Through the Fire»  | Дэвид Фостер, Том Кин, Синтия Вайль  | 4:45         |
| 9.  | «Caught in the Act» | Джо Мардин, Алек Милстейн            | 3:45         |
| 10. | «Chinatown»         | Чака Хан, Рода Робертс, Филипп Сэссе | 4:37         |

## Позиции в хит-парадах
Еженедельные чарты:
| Хит-парад (1984—1985)                  | Высшая позиция |
| -------------------------------------- | -------------- |
| Австралия (Kent Music Report)          | 71             |
| Великобритания (UK Albums Chart)       | 15             |
| Германия (Offizielle Top 100)          | 17             |
| Канада (RPM Top Albums/CDs)            | 27             |
| Нидерланды (Album Top 100)             | 25             |
| Новая Зеландия (RMNZ)                  | 22             |
| США (Billboard 200)                    | 16             |
| США (Billboard Top R&B/Hip-Hop Albums) | 4              |
| Швейцария (Schweizer Hitparade)        | 14             |
| Швеция (Sverigetopplistan)             | 9              |

Годовые чарты:
| Хит-парад (1984)             | Позиция |
| ---------------------------- | ------- |
| Великобритания (Gallup Poll) | 88      |

## Сертификации
| Регион                                                       | Сертификация | Продажи    |
| ------------------------------------------------------------ | ------------ | ---------- |
| Великобритания (BPI)                                         | Золотой      | 100 000^   |
| США (RIAA)                                                   | Платиновый   | 1 000 000^ |
| * Данные о продажах приведены только на основе сертификации. |              |            |